# Reinhard Gust
Reinhard Gust, född den 10 april 1950 i Rostock i Tyskland, är en östtysk roddare.
Han tog OS-silver i fyra utan styrman i samband med de olympiska roddtävlingarna 1972 i München.